# Hibernian Ladies Football Club
Maillots
Actualités
Dernière mise à jour : 3 juin 2023.
Le Hibernian Ladies Football Club est un club écossais de football féminin fondé en 1999 et situé à Édimbourg. Hibernian Ladies est lié au Hibernian Football Club.

## Effectif actuel
| N° | Nat.                | Poste | Nom du joueur    |
| -- | ------------------- | ----- | ---------------- |
| 7  | Drapeau de l'Écosse | D     | Amy Muir         |
| 4  | Drapeau de l'Écosse | D     | Siobhan Hunter   |
| 6  | Drapeau de l'Écosse | D     | Leah Eddie       |
| 9  | Drapeau de l'Écosse | A     | Lia Tweedie      |
| 10 | Drapeau de l'Écosse | M     | Shannon McGregor |
| 11 | Drapeau de l'Écosse | M     | Colette Cavanagh |
| 12 | Drapeau de l'Écosse | A     | Lauren Davidson  |
| 13 | Drapeau de l'Écosse | G     | Jennifer Currie  |
| 14 | Drapeau de l'Écosse | D     | Shannon Leishman |
| 15 | Drapeau de l'Écosse | A     | Amy Gallacher    |

| No. | Nat.                | Position | Nom du joueur   |
| --- | ------------------- | -------- | --------------- |
| 16  | Drapeau de l'Écosse | D        | Ellis Notley    |
| 17  | Drapeau de l'Écosse | D        | Joelle Murray   |
| 20  | Drapeau de l'Écosse | A        | Siobhan Higgins |
| 22  | Drapeau de l'Écosse | D        | Ria McCafferty  |
| 23  | Drapeau de l'Écosse | M        | Rachael Boyle   |
| 26  | Drapeau de l'Écosse | D        | Holly Aitchison |
| 27  | Drapeau de l'Écosse | G        | Sara Robson     |
| 29  | Drapeau de l'Écosse | A        | Kirsty Morrison |
|     | Drapeau de l'Écosse | A        | Carla Boyce     |

## Palmarès
- Championnat d'Écosse féminin :
  - Champion (4) : 2004, 2006, 2007, 2025
  - Vice-champion (6) : 2008, 2013, 2015, 2016, 2017 et 2018
- Coupe d'Écosse féminine : 
  - Vainqueur (8) : 2003, 2005, 2007, 2008, 2010, 2016, 2017 et 2018
  - Finaliste (3) : 2011, 2013, 2015 et 2019
- Premier League Cup : 
  - Vainqueur (7) : 2005, 2008, 2011, 2016, 2017, 2018 et 2019
  - Finaliste (4) : 2007, 2009, 2014, 2015